# Stoewer
Stoewer (Штевер) — з 1858 року німецький виробник швейних та друкарських машинок, автомобілів, мотоциклів, велосипедів та агротехніки. Штаб-квартира знаходиться в Щецині. У 1935 році компанія купує фірму Neuen Röhr AG. У 1945 році компанія припинила виробництво автомобілів.

## Заснування компанії
У 1858 році Бернхард Штевер засновує фірму свого імені — Stettiner Eisenwerk Bernhard Stoewer. Спочатку це була ремонтна майстерня, але незабаром фірма починає випускати швейні машинки. У 1893 році фірма починає випускати велосипеди. А через три роки фірма стала акціонерним товариством, помінявши назву на Nähmaschinen-und Fahrräder Fabrik Bernhard Stoewer.
У 1897 році фірма випустила свої перші мотоцикли, на них були встановлені мотори фірм Cudell і De Dion.

## Початок виробництва автомобілів

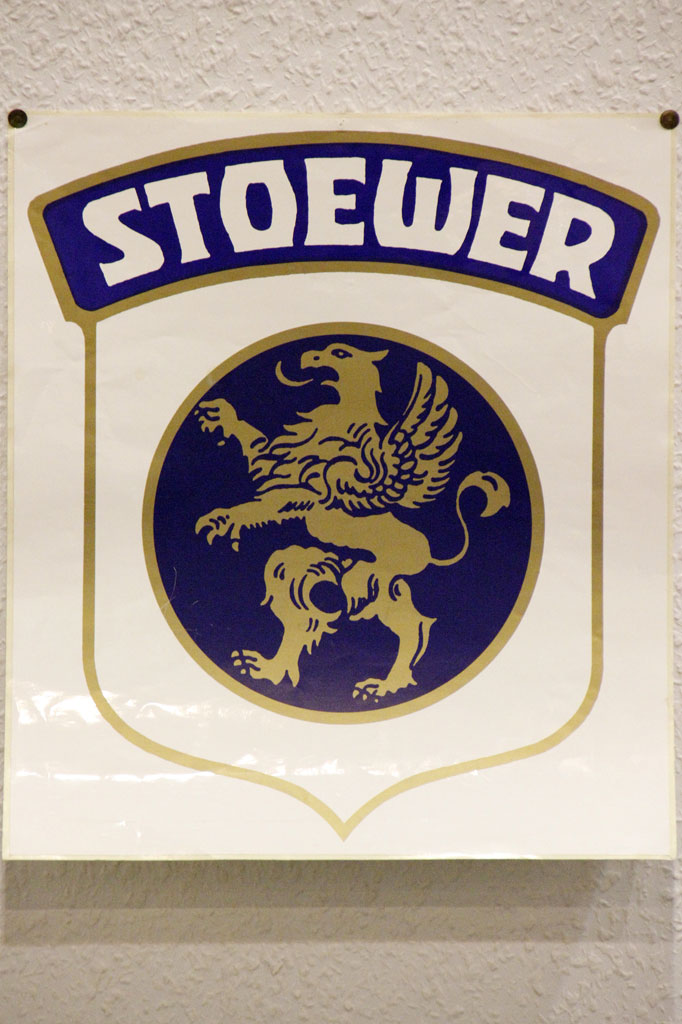
Логотип Stoewer

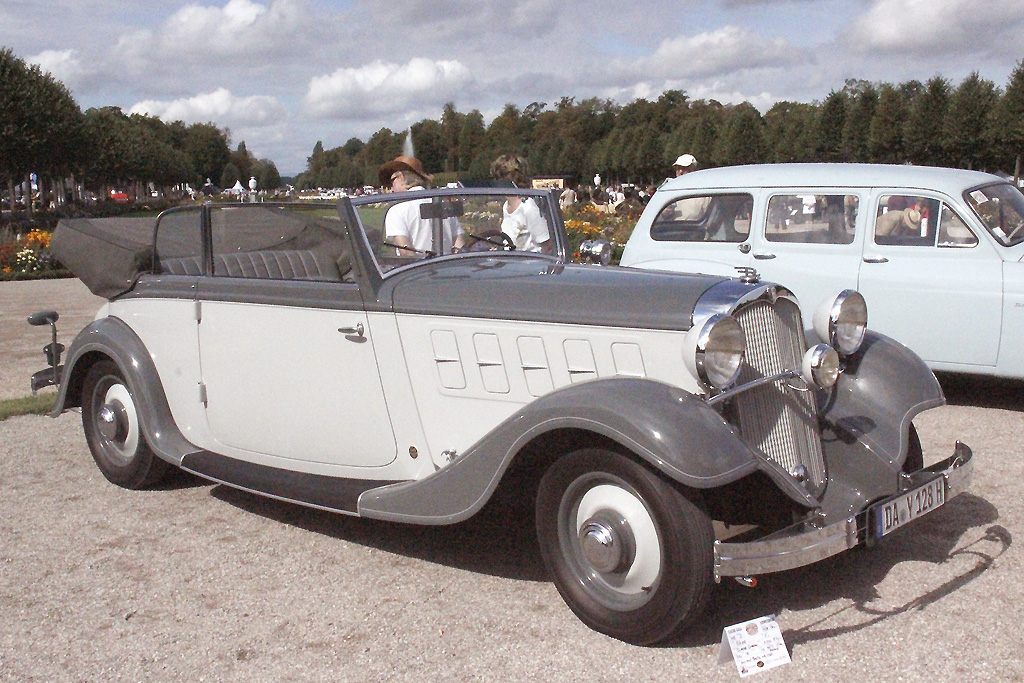
Stoewer Greif V8

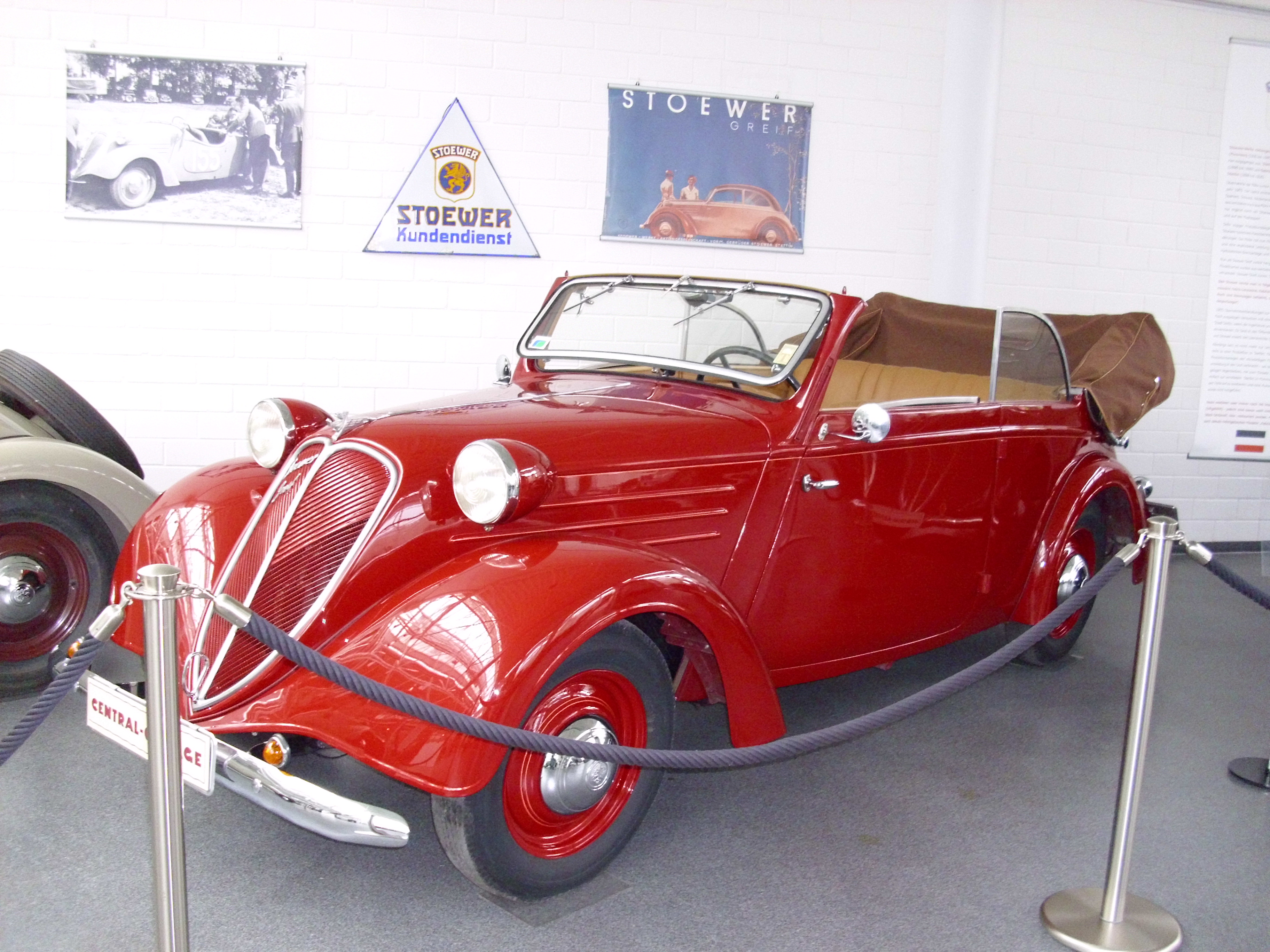
Stoewer Greif Junior

Stoewer R200

У 1899 році Бернхард Штевер відкриває підрозділ фірми, який займатиметься велосипедами та автомобілями — Gebrüder Stoewer, Fabrik für Motorfahrzeuge, управляти фірмою він поставить своїх синів — Еміля Штевера і Бернхарда Штевера-молодшого.
У тому ж 1899 році брати показують свій перший автомобіль, це був задньомоторний 2-циліндровий автомобіль з мотором робочим об'ємом 2,1 л. Незважаючи на те, що машина завоювала срібну медаль на Берлінській виставці, це була застаріла конструкція навіть для 1899 року.
У 1901 році вони представляють уже машину з переднім розташуванням мотора, машина чимось нагадує «Мерседес», хоча під капотом все ще ліцензійний 1,5 л мотор «Паннара». Це була модель 10PS, її випускали до 1902 року, коли на заміну прийшла 8/14 з тим же об'ємом, але з більш слабким мотором.
У деяких джерелах зазначено, що 4-циліндрові автомобілі з мотором 3 л пішли в 1901 році, але це не так, Р4 пішла в серію в 1905 році, а за рік до цього з'явилася модель 20PS з великим 4-циліндровим мотором об'ємом в 8 л.

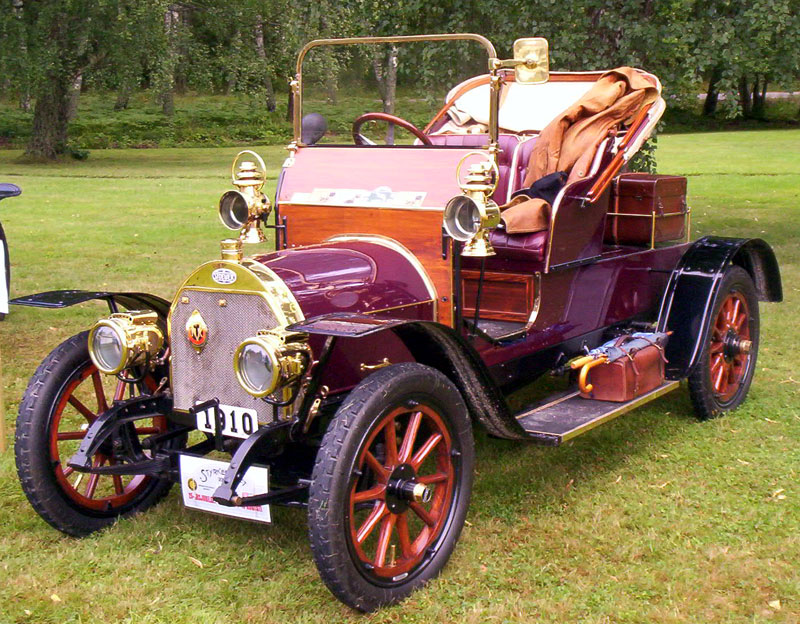
Stoewer P6

1906 рік стає вирішальним у фірмі, тому що вони починають випускати автомобіль із власним мотором: це модель Р6, машина має 6-циліндровий мотор об'ємом 8,8 л і потужністю 60 сил. Також цього року фірма переходить на кардан, відмовляючись від галасливих ланцюгів.
Крім Р6, у цей час також випускаються моделі з ліцензійними моторами: 2-циліндровий Р2 11/22PS (2,2 л і 16 сил), 4-циліндровий P4-1, він же 24/36PS (5,9 л і 40 сил).
Модель Р6 була цілком інноваційною для свого часу: карбюратор мав автоматичне регулювання подачі повітря, на кожен циліндр було по 2 свічки, мався генератор фірми «Бош» і т. д. Машина могла розганятися до 95 км/год. Одну таку машину купив кайзер Вільгельм II. Принц Хейнріх Фарт також придбав кілька автомобілів цієї марки — Р6 і Р4.
Через рік з'являється 1,5 л модель з 4 циліндрами, теж власної розробки — G4 6/12 PS. Цю модель також випускали для фірми NAG, встановлюючи кузови та радіатори цієї фірми.
У 1909 році випускають 2,5 л модель PK4 (11/20 PS), вона була трохи крупнішою G4.

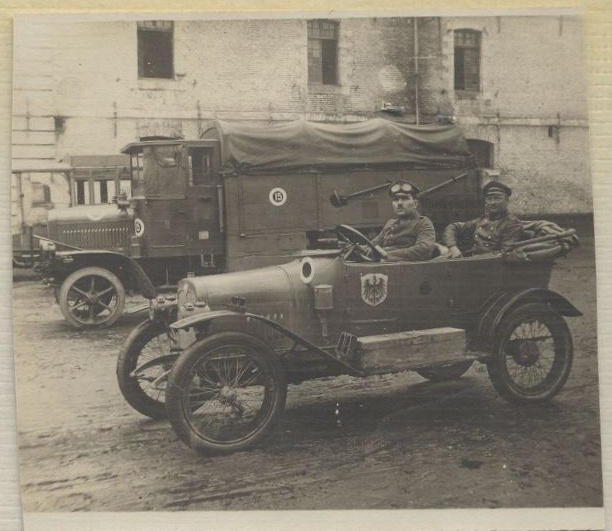
Stoewer С1

На початку нового десятиліття з'являються моделі: 4-циліндрові 1,5-літрові C1 6/18PS і В1 6/16PS.
У 1910 році модель Р6 змінює B4. Це 4-циліндровий автомобіль з мотором об'ємом 4,9 л і потужністю в 45 сил. Також В4 могла оснащуватися ліцензійним мотором англійської фірми «Даймлер», яка мала золотникову систему впуску/випуску (безклапанні мотори Найта). Їх об'єм становив 4,5 л.
Тоді ж з'являється модель В6 з 2-літровим мотором, машина виявилася настільки успішною, що її стали випускати по ліцензії у Франції на фірмі Mathis. Але французи випускали машину всього до 1912 року.
У 1912 році на зміну G4 приходить В5 6-16PS, ця машина поставила кілька рекордів на максимальну швидкість, розвинувши за 1 км розгону цілих 108 км/год. У 1913 році В6 замінюють моделлю С2, у машини мотор збільшений на 0,4 л, і потужність — на 28 сил.
До речі, завод братів Штевер (батько помер ще в 1908 році) починає випускати в 1911 році авіаційні мотори, які розробив іммігрант з Російської імперії інженер Борис Луцький, який встиг попрацювати і зробити великий інженерний внесок у багато німецьких фірм.
Під час Першої світової фірма займалася військовим профілем виробництва. Після війни фірма відновлює випуск легкових машин, так з'являються моделі D2 з чотирициліндровим мотором об'ємом 1,5 л і D6 з 6-ма циліндрами і об'ємом в 5 л.
Але не вони стали родзинкою виробничої програми, а модель D7.
Справа в тому, що після Першої світової війни на складах заводу залишилася ціла купа незатребуваних авіаційних моторів конструкції Луцького, це були 6-циліндрові мотори об'ємом 11,1 л і потужністю 120 сил. Цей найпотужніший німецький автомобіль того часу міг ганяти по дорогах зі швидкістю в 180 км/год.
Однак через 2 роки цього «монстра» припинили випускати. Хоча гонщик Кордеван ганяв на такій машині аж до 1929 року.

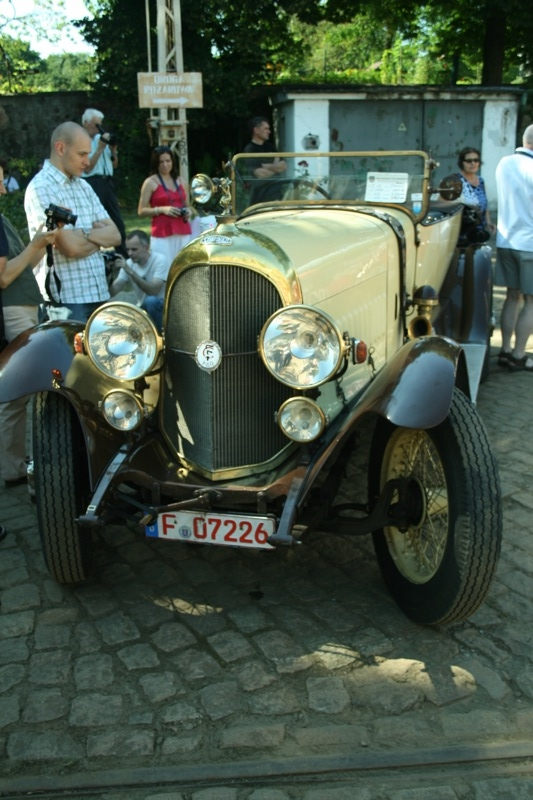
Stoewer D12

У 1920 році D2 припинили випускати, замість неї стали робити 4-циліндрові моделі D3 з мотором 2,1 л, і D9 — 2,3 л. У 1923 році популярний D5 перейменували в D12, збільшивши попутно потужність до 45 сил, об'єм у 3,1 л залишився колишнім.
До речі, в 1922 році «Штевер Д5» виграв гонку на витривалість, а через рік «D9» зайняв друге місце в аналогічній гонці в Росії.
У 1924 році модель «Д9» модифікують, і таким чином з'являється модель «Д10», яка стає найпопулярнішою машиною марки в цей період. Її мотор має об'єм 2,6 л і потужність 50 сил, що дає змогу розганяти авто до 120 км/год.
Тим часом ідейний натхненник справи Бернхард йде з фірми і починає займатися конярством. Тож фірма нічого особливо цікавого не придумує аж до 1928 року, коли Фрітц Фідлер розробляє серію Superior, яка оснащується рядними 8-ками. Машина стає прямим конкурентом 8-циліндрового «Хорьха». Але по дизайну і конструкції ці машини копіюють американський Gardner.
У серію «Суперіор» входило кілька моделей. S8 випускався тільки в 1928 році. Мотор 2,0 л і 45 сил. Випустили 380 машин.
G14 також випускався тільки в перебігу 1928 року. Мав мотор 3,7 л і 70 сил. Продали 150 таких машин.
S10 випустили наприкінці 1928 року і випускали до 1930 року. Мотор мав об'єм 2,5 л і потужність 50 сил. За 2 роки випустили 790 машин.

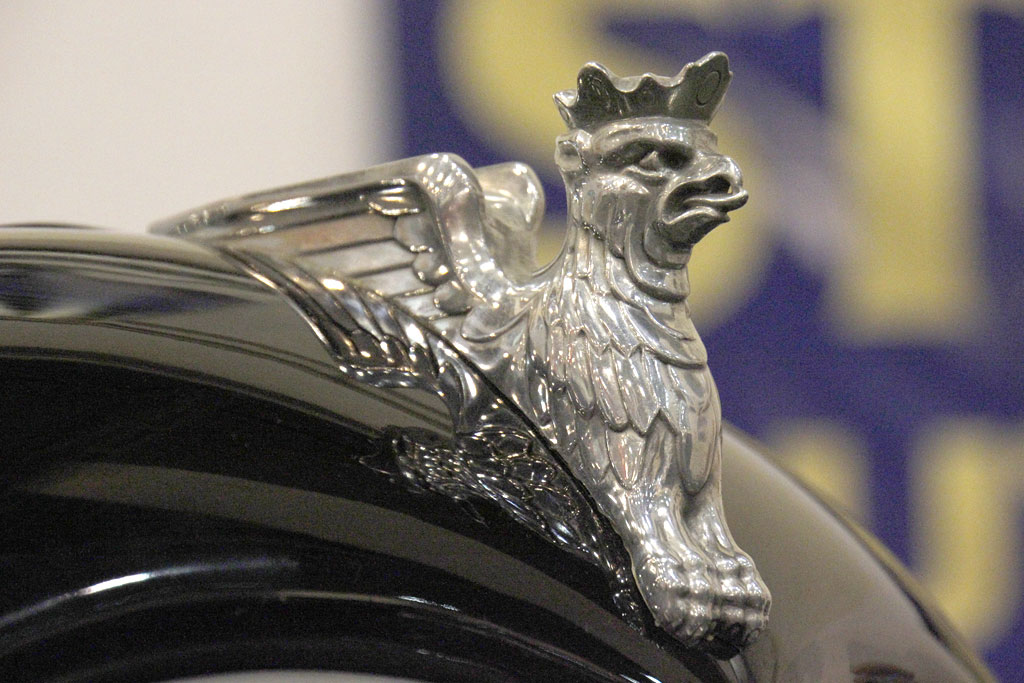
Емблема Stoewer

Gigant Typ G 15 також випускався з кінця 1928 по 1933 рік. На її базі випускали ще укорочений варіант, який мав літеру «К» — курц. Мотор був 4,0 л потужністю 80 сил, що давало змогу їздити здоровенній машині зі швидкістю 110 км/год.

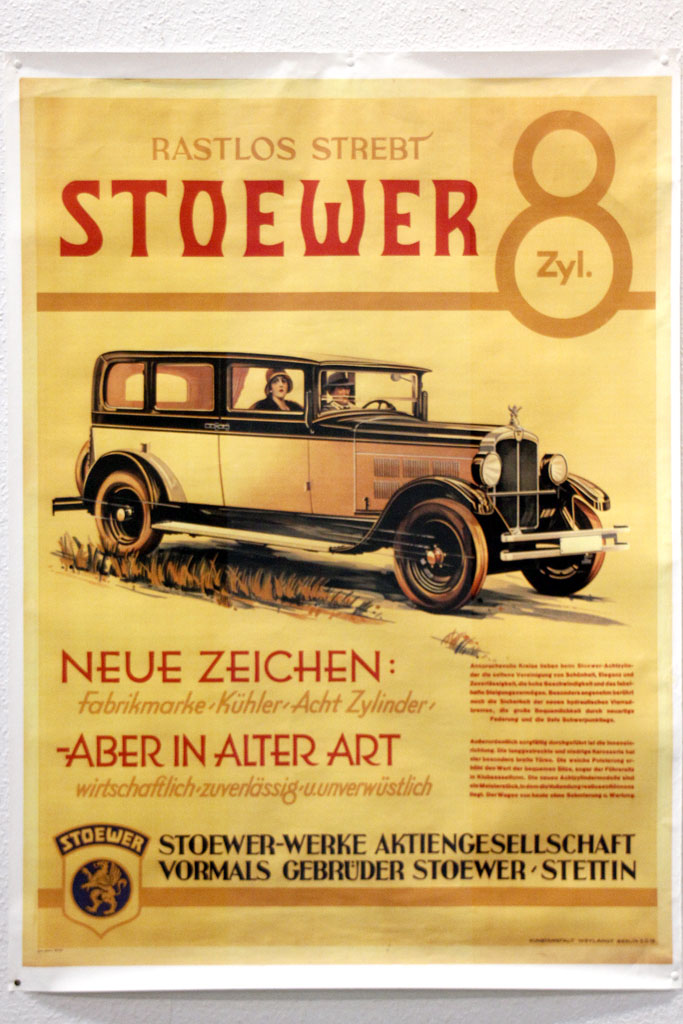
Stoewer Marschall Typ M12

Marschall Typ M12 замінив собою модель S10, його мотор мав об'єм 3 л і потужність у 60 сил. Приватним особами продали 280 машин, але 800 машин замовив собі Рейхсвер. Випускали з 1930 по 1934 рік.

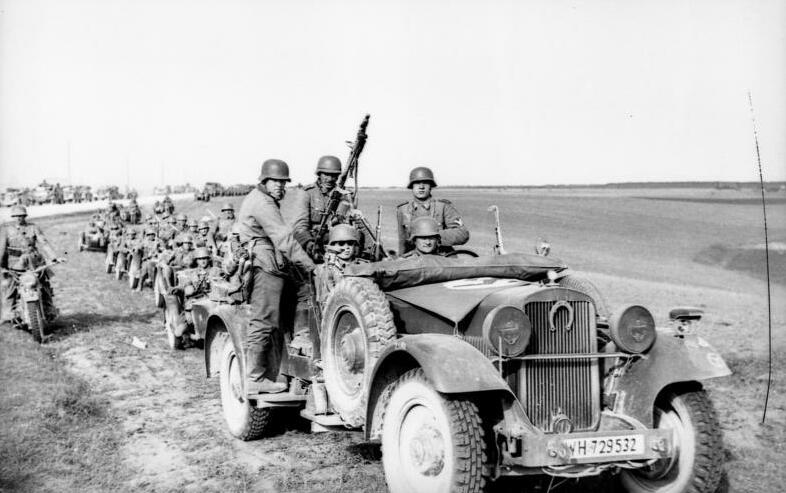
Stoewer Repräsentant Typ P 20

Repräsentant Typ P20 був флагманом фірми. Цей автомобіль мав мотор 4,9 л і потужність 100 сил. Це було дуже дороге авто, так що за 4 роки (1930—1933) вдалося продати всього 24 екземпляра. Але це був найбільший серійний німецький легковий автомобіль того часу, його довжина досягала 5,8 м.
Однак не все так гладко було у фірми. У 1931 році виникли фінансові труднощі — і місто Щецин, і уряд Пруссії, де знаходився завод «Штевер», дають позику в розмірі 2 млн марок, щоб завод залишився на плаву, у фірму повертається Бернхард Штевер.
Він розробляє революційну для того часу машину — V5. Це передньопривідний автомобіль з мотором V4 і об'ємом 1,2 л. Залежно від форсування машина розвивала від 25 до 30 сил. Це було перше німецьке передньопривідне серійне авто. «ДКВ» почав свої передньопривідні автомобілі випускати пізніше.
Також машина мала незалежну підвіску всіх коліс.

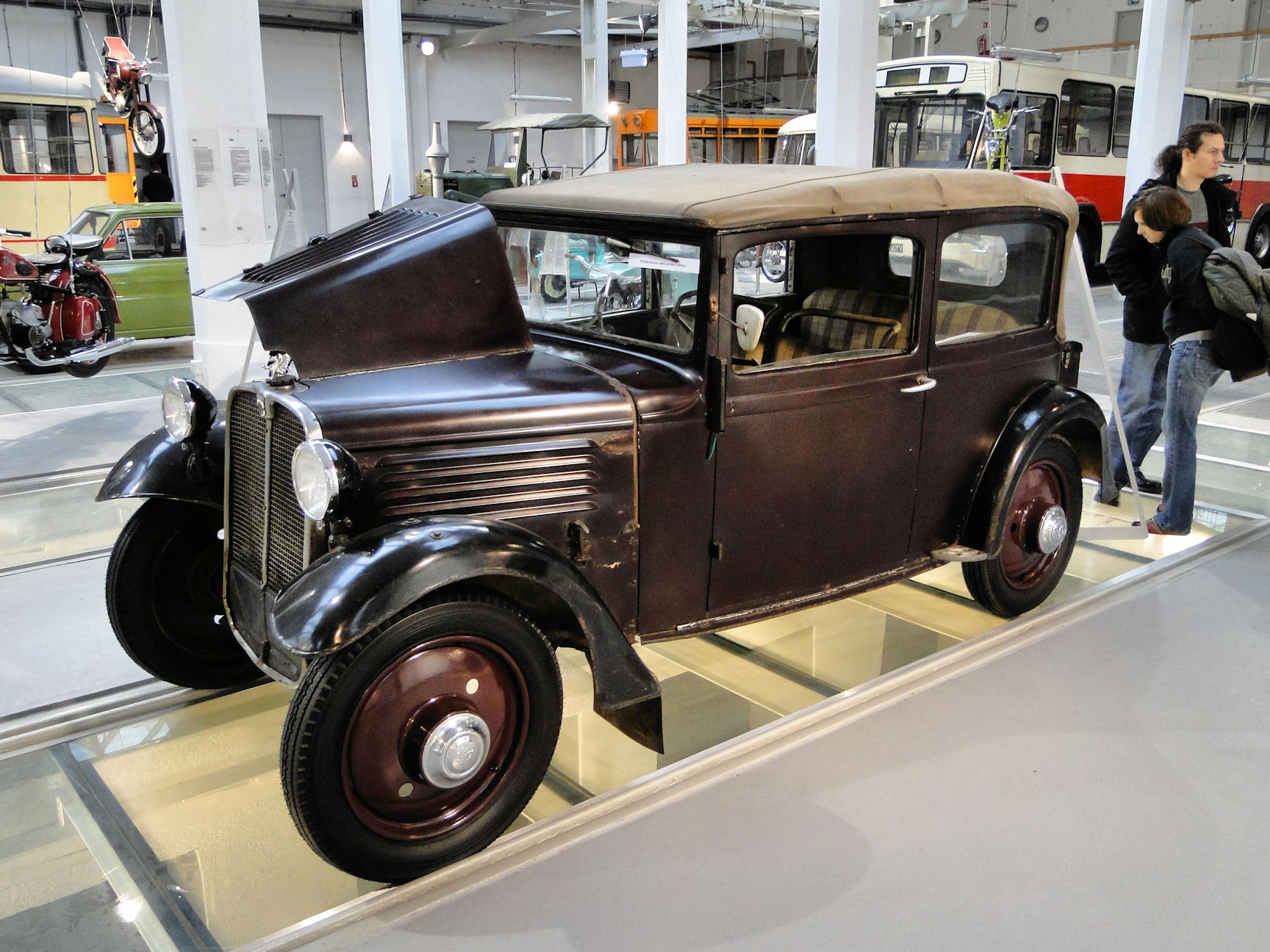
Stoewer V5

За 1931–1932 роки вдалося продати 2100 авто.
У 1932 році машину модернізують, збільшують базу, встановлюють 4-ступінчасту коробку передач, мотор збільшать до об'єму в 1,4 л, і назвуть її R140. Потім знову збільшать об'єм, спочатку до 1,5 л, а потім — до 1,8, відповідно вони носили назву R150 і R180. Загалом за 3 роки вдалося продати 2500 машин серії R. Саме продажі цих моделей допомогли втриматися фірмі на плаву в цей час.
У 1934 році Бернхард розробляє свій останній легковий автомобіль, перебуваючи ще біля керма компанії — Greif V8. Це був 8-циліндровий передньопривідний автомобіль, блок 2,5 л мотора був виготовлений зі сплаву алюмінію, коробка передач була 4-ступінчастою. Але, на жаль, цей передовий на той час автомобіль не став настільки популярним, наскільки припускав Бернхард. За 3 роки продали всього 825 машин.
У тому ж 1934 році Бернхард знову залишає фірму, а за два роки до цього те ж саме зробив Еміль.
У 1936 році помічник Гітлера з економічних питань Вільгельм Кепплер пропонує злиття фірм «Штевер» і «Форд-Кельн». Ідею підтримав онук кайзера Вільгельма принц Луїс-Фердинанд, який був шанувальником Гітлера і Форда. Ідея полягала в тому, що Stoewer не мав грошей для своїх нових розробок, а в німецького відділення «Форд» не йшли продажі через її американське походження і тісні зв'язки з англійським відділенням.
Принц і доктор Альберт, який відповідав за бізнес-політику фірми «Форд» у Німеччині, стали вести переговори. У підсумку їм вдалося переконати боса «Форд» Німеччини Вітгера, що це вигідна пропозиція: по-перше, «Штевер» має держзамовлення, по-друге, своє кузовне виробництво, чого немає у німецького «Форда». Вітгер виділяє півмільйона марок для підготовки до злиття. Але сам тим часом просить зробити звіт Альберта по фірмі «Штевер». Звіт був шокуючим, виявилося, що «процвітаюча» фірма на ділі практично банкрут, і директор «Штевера» Хойлер навмисно спотворив факти, щоб врятувати фірму. Тим часом видані 500 000 марок були витрачені, Хойлер роздав борги постачальникам.
Вітгер і Альберт порахували, що 800 000 марок могли б змусити процвітати Stoewer, але американські боси вирішили відмовитися від цієї ідеї. Так що все, що виграв «Форд» від цієї угоди, — 200 кузовів для «Форд Ейфель», які поставив йому «Штевер».
Тим часом у 1935 році стає банкрутом фірма Neuen Röhr AG, яка випускає модель Röhr Junior — ліцензійна Tatra 75. Фірма «Штевер» викуповує виробничі потужності і залишки та починає виробляти майже не змінені Stoewer Junior, перші 900 машин нічим не відрізнялися від Röhr Junior. Проте вже в 1936 році машину переробили, вона отримала назву Greif Junior. Машина мала мотор в 1,5 л. Загалом їх випустили до 1939 року близько 4000 штук.
У 1936 році фірма розробляє легкий повнопривідний автомобіль Stoewer R200 Spezial, за 5 років до того, як це зроблять американські «Вілліс»/«Бантам»/«Форд». У Німеччині цей тип автомобілів має називу «Кюбельваген». Родзинкою цієї машини була повнокерованість. Усі 4 колеса могли повертати, цю функцію водій міг відключати. Цю ж машину випускали за ліцензією на «Ґаномаґ» та «БМВ», причому останній був 6-циліндровим і носив індекс 325.
У 1937 році знову з'являються власне розроблені моделі, вони стануть і останніми в історії фірми. Це Sedina з мотором 2,4 л і 4-ма циліндрами та Arkona з рядною 6-ю і 3,6 л.

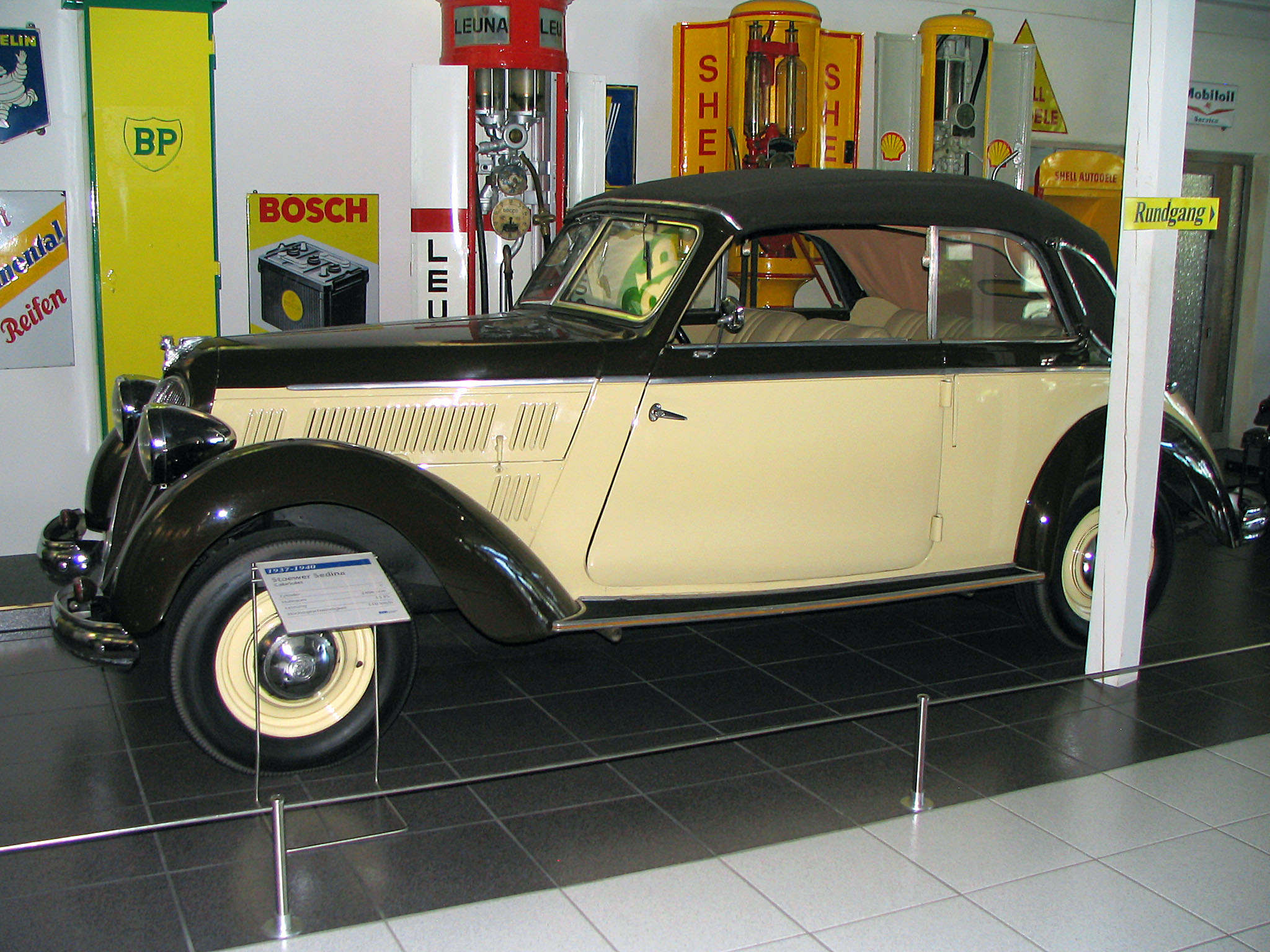
Stoewer Sedina

Це були старотипні машини — задньомоторні з класичним дизайном. «Седін» випустили до 1940 року всього близько 920 машин.

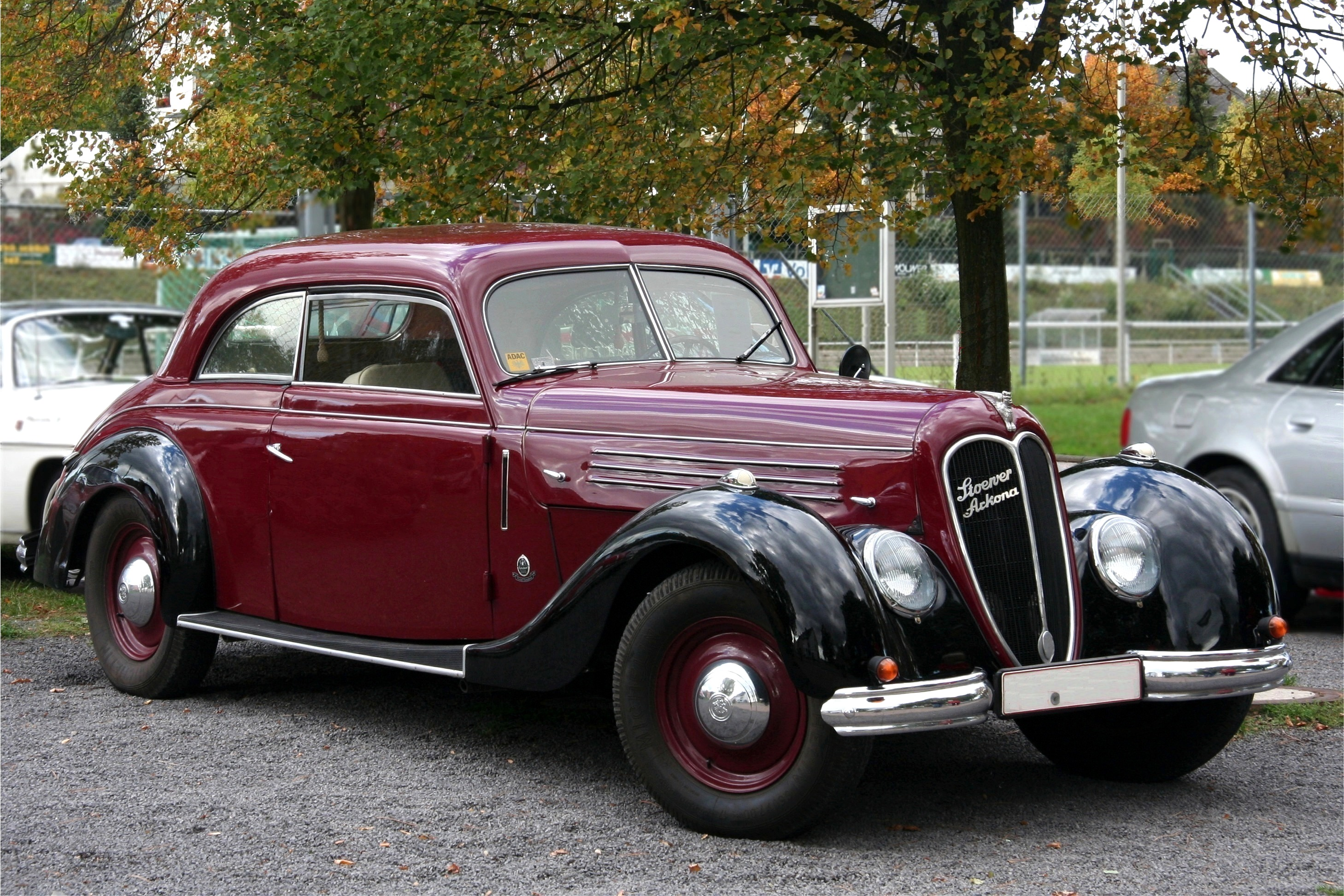
Stoewer Arkona

«Аркон» за цей період продали лише 200 штук.

## Припинення виробництва автомобілів. Закриття компанії
Під час Другої світової війни завод випускав військову продукцію, в 1944 році територія заводу сильно постраждала від бомбардувань. Після Другої світової місто Щецин відійшло до Польщі. Польща не була зацікавлена в продовженні виробництва автомобілів. Уціліле обладнання було демонтовано і відправлено в СРСР, так само як і деякі експонати заводського музею, як, наприклад, «Гроссе Моторенваген».
Але один автомобіль, розроблений Штевером, випускали і після війни. Завод «БМВ» в Айзенаху, який опинився на території Східної Німеччини, був відданий радянсько-німецькій фірмі «Автовело», яка стала виробляти автомобілі під маркою EMW. Ось ця фірма і продовжила випуск позашляховиків, які тепер носили ім'я EMW-Р1.

## Список автомобілів Stoewer
- 1899 — Stoewer Grosser Motorwagen
- 1901 — Stoewer 10PS
- 1902 — Stoewer 8/14PS
- 1904 — Stoewer 20PS
- 1905 — Stoewer P4
- 1906 — Stoewer P6
  - Stoewer P2
  - Stoewer P4-1
- 1907 — Stoewer G4
- 1909 — Stoewer PK4
- 1910 — Stoewer C1
  - Stoewer B1
  - Stoewer B4
  - Stoewer B6
- 1912 — Stoewer B5
- 1913 — Stoewer C2
- 1919 — Stoewer D2
  - Stoewer D6
  - Stoewer D7
- 1920 — Stoewer D3
  - Stoewer D5
- 1923 — Stoewer D9
  - Stoewer D12
- 1924 — Stoewer D10
- 1925 — Stoewer D9V
  - Stoewer D12V
- 1927 — Stoewer F6
- 1928 — Stoewer S8
  - Stoewer G14
  - Stoewer S10
  - Stoewer Gigant
- 1930 — Stoewer Marschall
  - Stoewer Repräsentant
- 1931 — Stoewer V5
- 1932 — Stoewer R140
- 1934 — Stoewer R150
  - Stoewer Greif V8
- 1935 — Stoewer R180
- 1936 — Stoewer Greif Junior
  - Stoewer R200
- 1937 — Stoewer Sedina
  - Stoewer Arkona